# Fronrot
Fronrot is een plaats in de Duitse gemeente Bühlertann, deelstaat Baden-Württemberg, en telt 180 inwoners.